# 정선군
정선군(旌善郡)은 대한민국 강원특별자치도 동남부에 있는 군이다. 정선군 여량면의 아우라지는 백두대간에서 발원한 골지천과 송천이 합쳐져 한강이 되는 곳이다.
정선은 한국 민요 아리랑의 발상지 중 하나이다. '아라리'라고도 불리는 민요 정선아리랑은 고려시대 말부터 불려 온 것으로 전해지고 있다. 정선아리랑은 한강 뗏목을 타고 강원도의 다른 지역은 물론 서울까지 전해져, 이후 전국 각지에서 각기 독특한 아리랑이 불리는 계기가 되었다. 정선은 20세기 후반 평안 누층군 분포지인 정선-평창탄전의 석탄 산업으로 발달하였다. 정선에는 자연발생 경승지 35개소, 문화유적지 69개소 등 관광 명소가 많다. 태백시와 인접한 사북읍에는 강원랜드가 조성되었다. 군청 소재지는 정선읍이고 행정 구역은 4읍 5면이다.

## 역사
| Daedongyeojido (Gyujanggak) 13-02.jpg |
| Daedongyeojido (Gyujanggak) 14-03.jpg |

고구려의 잉매현이었다가 신라 경덕왕 때인 757년 행정구역을 9주로 확정함에 따라 명주(溟州：강릉)의 영현(領縣)인 정선현으로 되었다. 고려 현종 9년(1018) 혹은 1012년에 정선현이 정선군으로 승격되었다. 1895년 5월 26일 칙령 제98호(1895.5.26 공포)에 의거 강릉부 정선군이 충주부 정선군이 되었다가, 1896년 8월 4일 칙령 제 36호(1896.8.4 공포)에 의한 13도제 실시로 다시 강원도 정선군이 되었다. 1906년 10월 1일 강릉군으로부터 임계면과 도암면이, 평창군으로부터 신동면이 편입(8면)되었다.
- 1924년 7월 1일 서면을 정선면에 병합(7면)
- 1930년 12월 25일 부령 제11호(1931.2.28공포)로 도암면(현 대관령면)을 평창군에 편입, 정선군 도암면 백일동 일부가 평창군 진부면 간평리에 편입
- 1973년 7월 1일 대통령령 제6543호(1973.3.12 공포)로 정선면과 동면 사북출장소가 각각 정선읍, 사북읍으로 승격(2읍 5면), 삼척군 하장면 가목리와 도전리를 임계면으로, 명주군 왕산면 구절리와 남곡리를 북면으로, 신동면 천포리 일부가 영월군에 편입[3]
- 1980년 12월 1일 대통령령 제10050호(1980.10.21 공포)로 정선군 신동면이 신동읍으로 승격(3읍 4면)
- 1985년 10월 1일 대통령령 제10772호(1985.9.26 공포)로 사북읍이 분할되어 고한읍으로 승격(4읍 4면 2출장소)
- 1986년 4월 1일 대통령령 제11874호(1986.3.27 공포)로 북면 북평출장소가 북평면으로 승격(4읍 5면 1출장소)
- 1989년 1월 1일 행정구역 조정에 따라 임계면 봉정리를 북면으로 편입
- 2009년 5월 1일 동면을 화암면으로, 북면을 여량면으로 명칭 변경

## 자연 환경

### 지형
강원특별자치도의 동남부, 태백산맥 중에 위치한 까닭에 전역에 걸쳐 산악이 중첩하고, 남한강 유역 계곡에 좁고 길다란 평지가 있을 뿐이다. 즉 북부에는 발왕산(發王山, 1,391km2), 서부에는 가리왕산(加里王山, 1,561ｍ), 동남부에 대덕산(大德山, 1,307ｍ), 백운산(白雲山, 1,426ｍ) 등이 있고, 이들 여러 산에서 발원한 많은 계류를 합하여 남한강은 역내를 감입곡류(嵌入曲流：meander)하면서 서남류하여 영월군에 들어간다.

### 기후
내륙 산간에 위치한 까닭에 기온의 교차가 몹시 크며, 특히 겨울에 추위가 심하고 여름은 서늘하다. 강수량은 비교적 많은 편이다.
- 정선 정암사 열목어 서식지 (천연기념물 73호)

한반도는 열목어 서식지의 최남한지로서 그 학술적 중요성이 인정되어 열목어 서식지는 천연기념물로 지정되어 보호되고 있다. 정암사 열목어 서식지는 남한강 상류에 위치한 정암사 옆의 계류 지역이이다. 1962년 12월 7일 천연기념물 제73호로 지정되었다.

## 지질

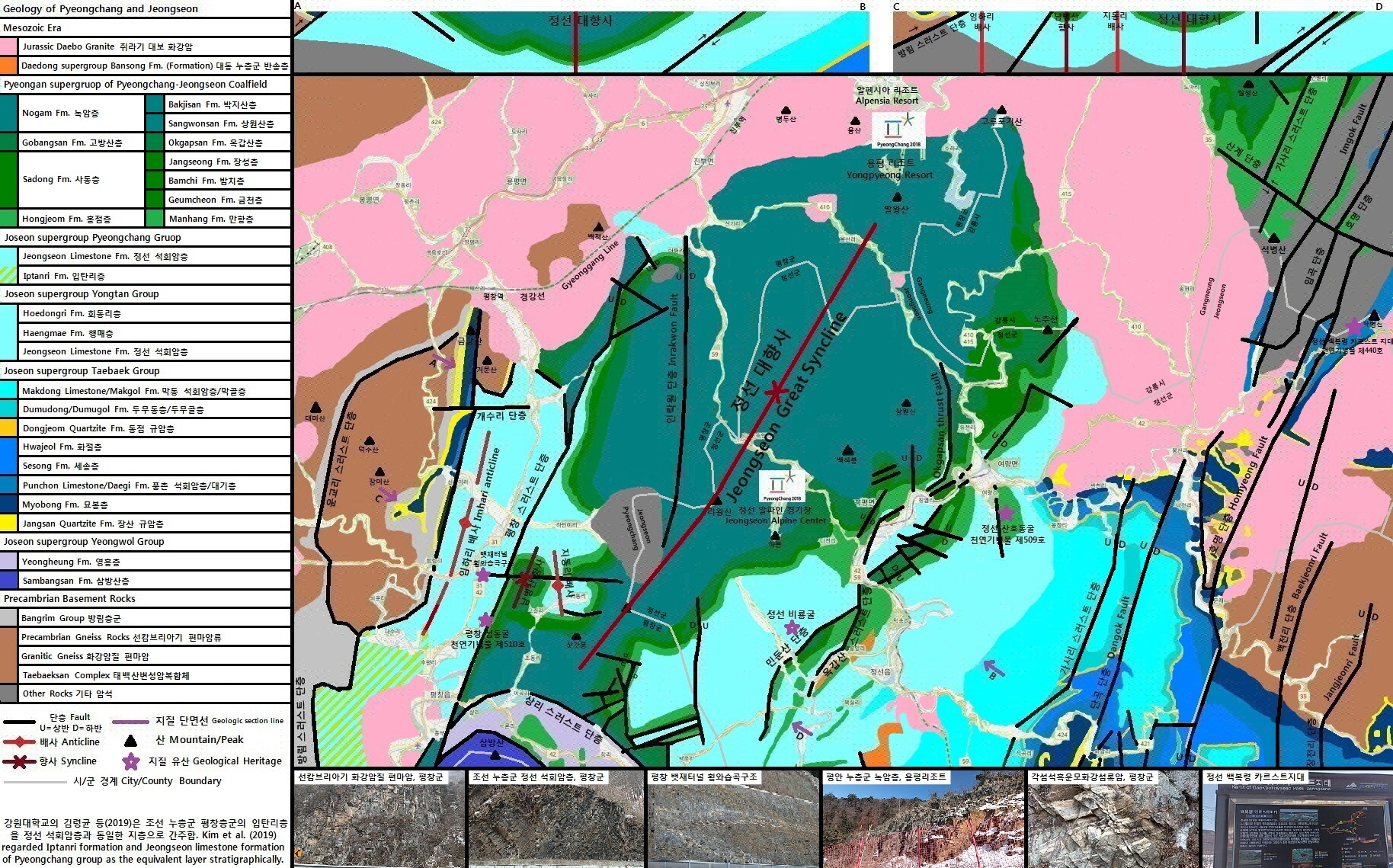
평창군의 지질 및 정선군의 지질

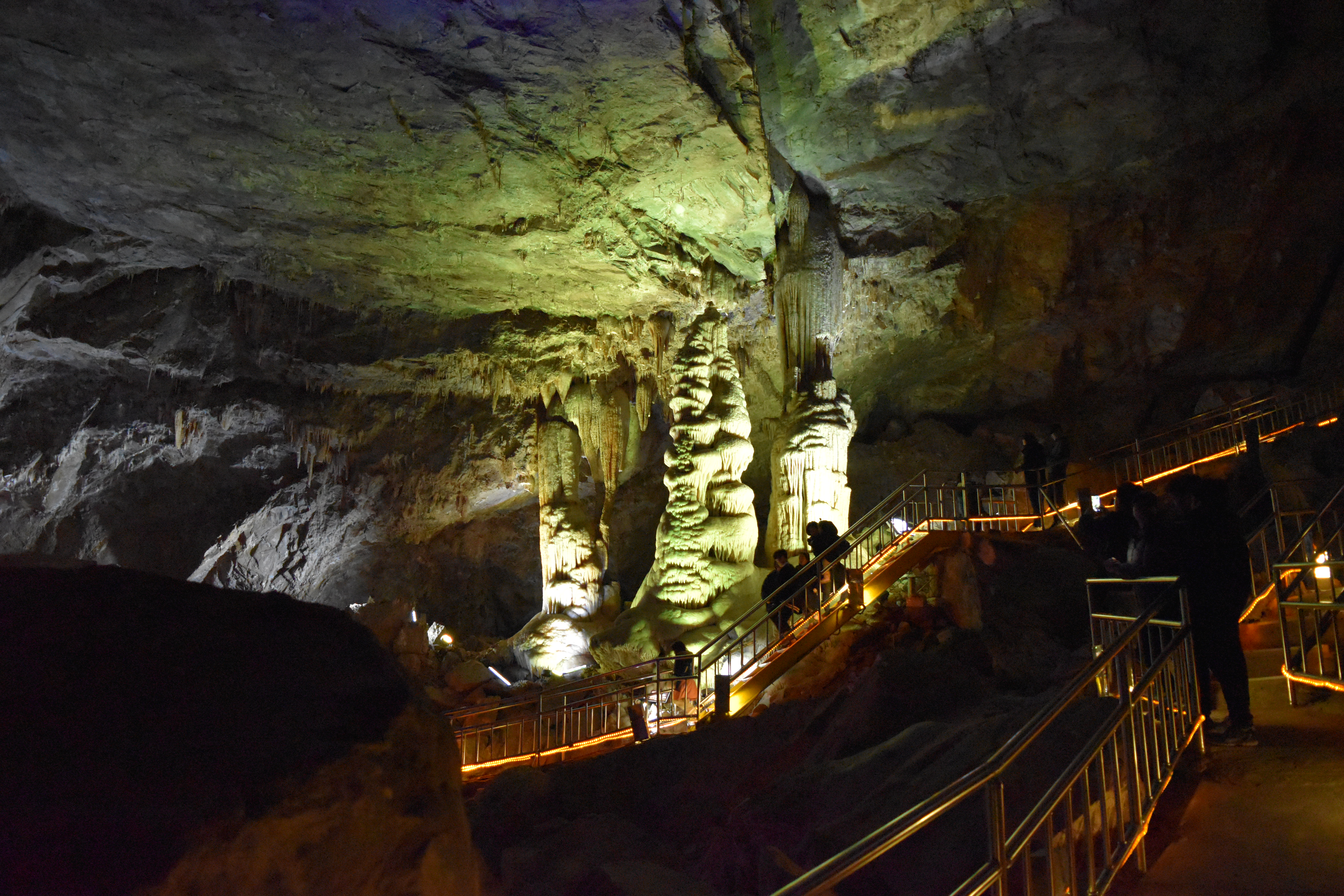
정선 화암동굴

정선군의 지질은 대부분 고생대 초에 형성된 조선 누층군과 고생대 후기에 형성된 평안 누층군으로 구성되어 있고 임계면 지역에 중생대의 화강암이 조금 분포한다. 고생대 캄브리아기-오르도비스기의 조선 누층군은 주로 셰일과 석회암으로 구성되고, 고생대 석탄기-중생대 트라이아스기의 평안 누층군에는 무연탄이 매장되어 있다. 정선군의 조선 누층군 석회암 지층이 분포하는 지역에서는 석회암 카르스트 지형이 나타나며, 이 지형의 특징인 돌리네, 우발레, 정선 화암동굴과 같은 석회암 동굴이 발견된다.

## 행정구역
정선군의 행정 구역은 4읍(정선·사북·신동·고한), 5면을 관할한다. 정선군의 인구는 2023년 11월 말 주민등록 기준으로 34,154 명, 19,210 가구이다.
| 읍면동 | 한자   | 면적     | 인구   | 세대   | 행정 지도 |
| ------ | ------ | -------- | ------ | ------ | --------- |
| 정선읍 | 旌善邑 | 213.78   | 9,943  | 5,050  |           |
| 고한읍 | 古汗邑 | 52.32    | 4,237  | 2,940  |           |
| 사북읍 | 舍北邑 | 47.08    | 4,378  | 2,608  |           |
| 신동읍 | 新東邑 | 119.84   | 3,284  | 2,038  |           |
| 남면   | 南面   | 130.93   | 3,130  | 1,754  |           |
| 북평면 | 北坪面 | 140.76   | 2,476  | 1,315  |           |
| 임계면 | 臨溪面 | 243.53   | 3,367  | 1,858  |           |
| 화암면 | 畵岩面 | 135.1    | 1,547  | 867    |           |
| 여량면 | 餘糧面 | 136.19   | 1,919  | 1,089  |           |
| 정선군 | 旌善郡 | 1,219.53 | 34,154 | 19,210 |           |

## 인구
정선군(에 해당하는 지역)의 연도별 인구 추이는 다음과 같다.
| 연도      | 총인구    | 인구그래프 | 비고   |
| --------- | --------- | ---------- | ------ |
| 1957년    | 55,202명  |            |        |
| 1958년    | 56,306명  |            |        |
| 1959년    | 60,729명  |            |        |
| 1960년    | 72,186명  |            |        |
| 1961년    | 70,001명  |            |        |
| 1962년    | 81,821명  |            |        |
| 1963년    | 88,871명  |            |        |
| 1964년    | 96,495명  |            |        |
| 1965년    | 99,465명  |            |        |
| 1966년    | 102,702명 |            |        |
| 1967년    | 103,074명 |            |        |
| 1968년    | 102,780명 |            |        |
| 1969년    | 107,847명 |            |        |
| 1970년    | 113,493명 |            |        |
| 1971년    | 115,233명 |            |        |
| 1972년    | 119,482명 |            |        |
| 1973년    | 121,178명 |            | [ 12 ] |
| 1974년    | 129,516명 |            |        |
| 1975년    | 138,541명 |            |        |
| 1976년    | 138,559명 |            |        |
| 1977년    | 139,556명 |            |        |
| 1978년    | 139,862명 |            |        |
| 1979년    | 137,481명 |            |        |
| 1980년    | 133,960명 |            |        |
| 1981년    | 136,928명 |            |        |
| 1982년    | 137,264명 |            |        |
| 1983년    | 138,491명 |            |        |
| 1984년    | 137,365명 |            |        |
| 1985년    | 128,781명 |            |        |
| 1986년    | 128,968명 |            |        |
| 1987년    | 128,909명 |            |        |
| 1988년    | 119,777명 |            |        |
| 1989년    | 105,234명 |            |        |
| 1990년    | 88,837명  |            |        |
| 1991년    | 86,637명  |            |        |
| 1992년    | 80,133명  |            |        |
| 1993년    | 72,900명  |            |        |
| 1994년    | 66,169명  |            |        |
| 1995년    | 61,121명  |            |        |
| 1996년    | 57,362명  |            |        |
| 1997년    | 54,714명  |            |        |
| 1998년    | 53,899명  |            |        |
| 1999년    | 51,768명  |            |        |
| 2000년    | 50,631명  |            |        |
| 2001년    | 49,111명  |            |        |
| 2002년    | 51,299명  |            |        |
| 2003년    | 46,362명  |            |        |
| 2004년    | 45,633명  |            |        |
| 2005년    | 44,402명  |            |        |
| 2006년    | 43,432명  |            |        |
| 2007년    | 42,048명  |            |        |
| 2008년    | 41,551명  |            |        |
| 2009년    | 41,000명  |            |        |
| 2010년    | 41,399명  |            |        |
| 2011년    | 40,513명  |            |        |
| 2012년    | 40,240명  |            |        |
| 2013년    | 40,310명  |            |        |
| 2014년    | 39,752명  |            |        |
| 2015년    | 39,502명  |            |        |
| 2016년    | 38,993명  |            |        |
| 2017년    | 38,429명  |            |        |
| 2018년    | 37,965명  |            |        |
| 2019년    | 37,573명  |            |        |
| 2020년    | 37,135명  |            |        |
| 2021년    | 35,675명  |            |        |
| 2022년    | 34,931명  |            |        |
| 2023년2월 | 34,825명  |            |        |

## 군청
- 현재 정선군청은 강원특별자치도 정선군 정선읍에 위치하고 있다.

## 산업

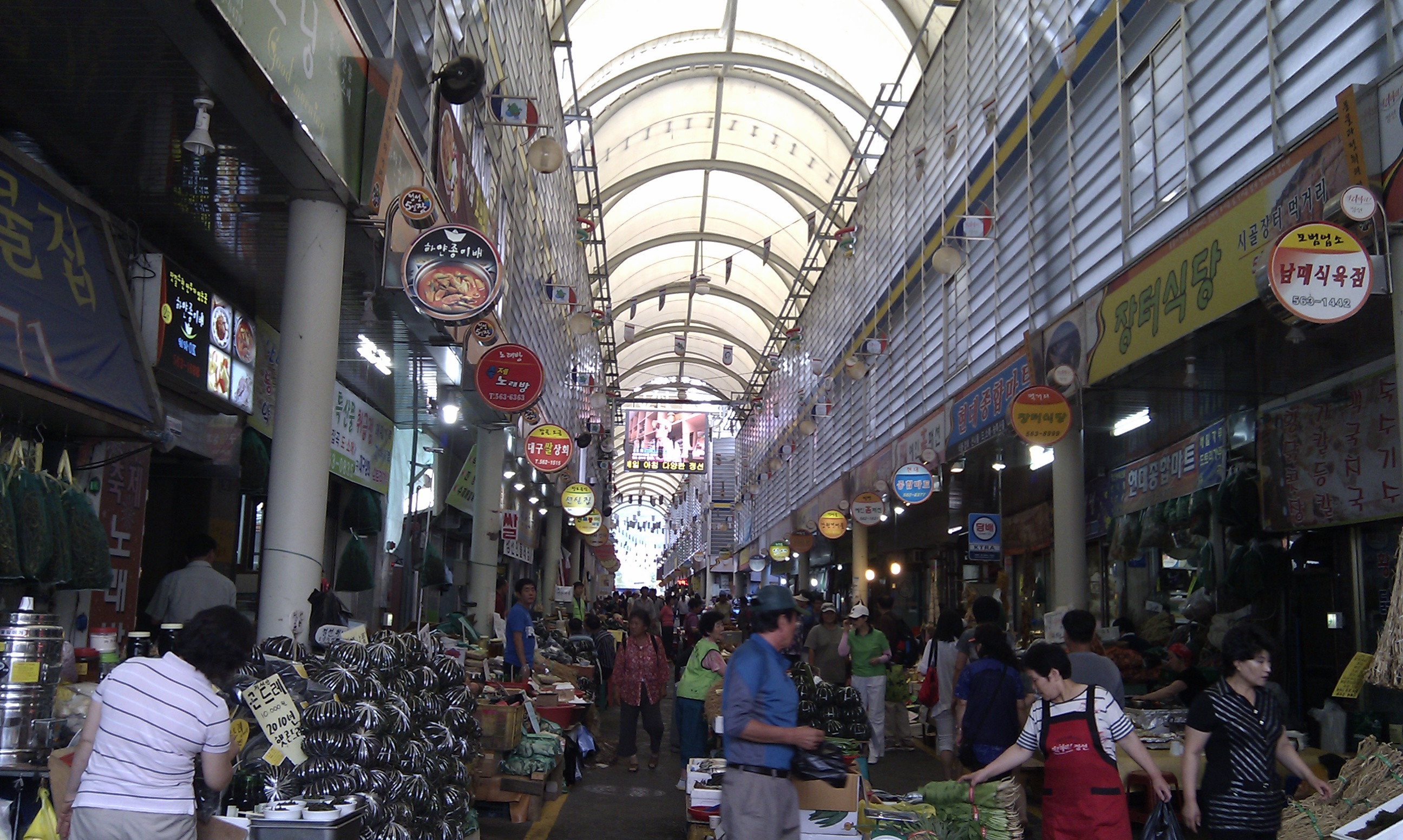
정선시장

### 농림업
정선은 영월·평창·인제 등과 더불어 태백고원 지역에 있어서 기후가 냉량대를 이루고 있다. 경작지의 수직적 분포의 한계는 논은 800ｍ, 밭은 1,400ｍ로 되어 있으나 대체로 경지는 500~600ｍ의 중간 산지대에 많다. 감자와 옥수수가 특히 많이 나며 양잠이 성하다. 주요 농산물은 옥수수·감자·쌀·누에고치·꿀 등이다. 임상이 좋아 용재와 신탄의 산출이 많고, 산삼·당귀·지황 등 한약재도 많이 난다.

### 광업
정선은 1980년대 전국 석탄 생산량의 28.5%를 차지했고, 지하자원으로 무연탄·금·구리·철·아연·납·흑연·비광·텅스텐 등의 매장이 많다. 함백 탄광과 상동 중석광산(현재는 부진)이 유명하고 아연은 수출로 외화를 획득하였다. 에너지 산업 합리화 정책 이후 쇠퇴하고 관광산업이 발달되고 있다.

### 특산물
황기·석공예품·토종꿀·냉동 찰옥수수·정선산채·정선아라리자연향·아라리 대추원·영지버섯·정선전통식품·목공예품·인진쑥 등이 유명하다.

## 문화와 관광

### 문화재
국보

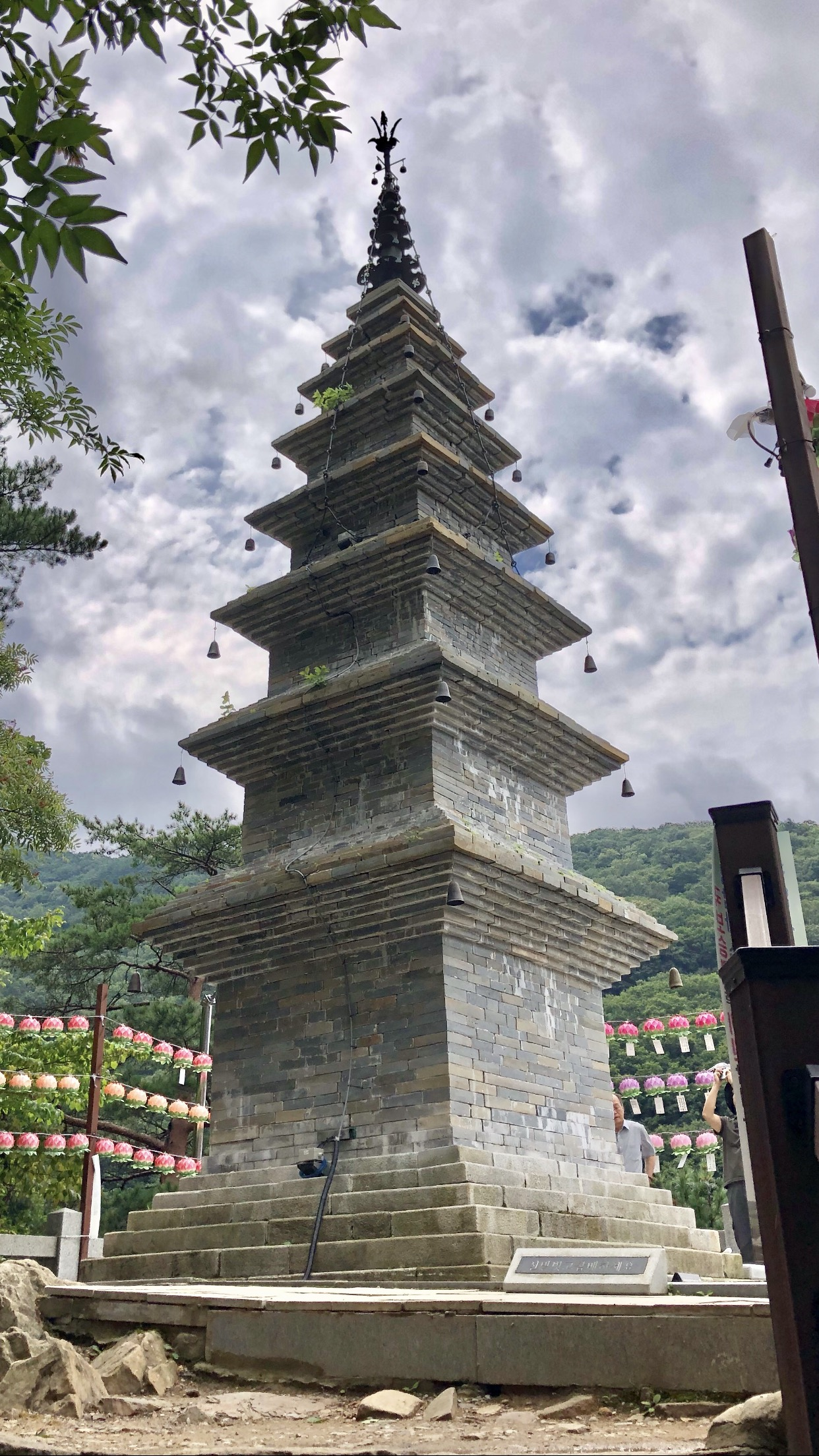
정암사 수마노탑

정암사 수마노탑(국보 332호)은 정암사 적멸보궁(寂滅寶宮) 뒤에 위치한 탑으로, 돌을 벽돌처럼 다듬어 쌓은 모전석탑(模塼石塔)의 일종이다. 보물 410호로 지정되어 있다. 정암사에서 발견된 여러 유물을 보았을 때 고려 시대에 세워진 것으로 추정된다. 탑지석에 의해 1653년에 중건된 것으로 확인되었다.
정선군의 정암사는 신라의 자장율사가 창건한 절로, 갈래사(葛來寺)라고도 한다. 자장율사가 건립한 적멸보궁(寂滅寶宮)이 있으며 뒤쪽에 세워진 수마노탑에 석가모니의 사리가 보관되어 있으므로 불상은 따로 모셔져 있지 않다. 적멸보궁과 수마노탑은 각각 강원도 문화재자료 제32호와 보물 410호로 지정되어 있다.
국가민속문화재
- 외재 이단하 내외 옷 (국가민속문화재 4호)

강원도 지정 유형문화재
- 정선 수고당 고택 (88호)
- 정선 상유재 고택 (89호)
- 정선강릉부삼산봉표 (113호)

### 천연기념물
- 정선 정암사 열목어 서식지 (천연기념물 73호)
- 정선 반론산 철쭉나무 및 분취류 자생지 (천연기념물 348호)
- 정선 두위봉 주목 (천연기념물 433호)
- 정선 백복령 카르스트지대 (천연기념물 440호)
- 정선 산호동굴 (천연기념물 509호)
- 정선 용소동굴 (천연기념물 549호)
- 정선 봉양리 쥐라기 역암 (천연기념물 556호)
- 정선 봉양리 뽕나무

### 관광
정선아리랑제는 정선 아리랑을 보존하고 발전시키기 위하여 매년 10월에 열리는 축제로, 정선 아리랑과 다불어 다양한 지역의 아리랑이 공연된다. 아리랑박물관은 유네스코 인류 무형유산에 등재된 아리랑의 가치를 높이기 위해 2016년에 개관하였으며, 아리랑 관련 유물 600점을 수집, 전시한다.
정선군에는 대한민국에서 유일하게 내국인의 입장이 허용되는 강원랜드 카지노가 있으며, 슬롯머신, 바카라, 룰렛 등을 즐길 수 있다. 함께 운영되는 하이원 리조트에는 스키 슬로프와 골프장이 갖추어져 있어 스키와 스노보드, 골프를 즐길 수도 있다.

## 교통
정선군은 산간지역으로 1957년 함백선이 처음 개통되었고, 그 후 정선선이 예미역으로부터 고한(古汗)까지 연장되고 태백선(고한∼황지)과 정선선이 연장(정선∼구절)되었다. 평창군을 통하여 영동고속도로가 있고, 국도 6호선, 31호선, 35호선, 42호선, 59호선이 있다.

### 철도

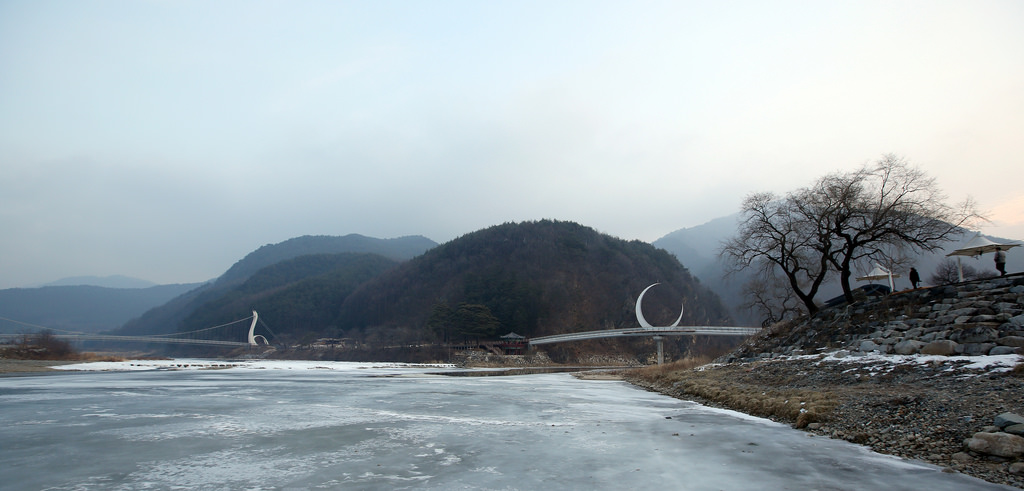
정선아리랑열차

태백선과 정선선이 정선군을 통과한다. 예미역, 민둥산역, 사북역, 고한역에 태백선이 정차하며, 별어곡역, 선평역, 정선역, 나전역, 아우라지역, 구절리역에 정선아리랑열차가 운행한다.
| 태백선 | 예미역 ↔ 민둥산역 ↔ 사북역 ↔ 고한역 (추전역에는 여객열차가 정차하지 않음) |

| 정선선 | 별어곡역 ↔ 선평역 ↔ 정선역 ↔ 나전역 ↔ 아우라지역 ↔ 구절리역 |

### 버스
농어촌버스가 운행하며, 정선여객터미널에서 시외버스가 운행한다.

### 도로
국도 6, 42호선이 군을 동서로, 31, 35, 59호선이 남북으로 지난다.

## 스포츠
2018년 평창 동계 올림픽의 알파인 스키 활강 경기, 2018년 평창 동계 패럴림픽의 알파인 스키, 스노보드 경기가 정선 알파인 경기장에서 개최되었다.

## 교육

### 고등학교
| - 정선고등학교 - 여량고등학교 | - 임계고등학교 - 정선정보공업고등학교 | - 사북고등학교 - 고한고등학교 | - 함백고등학교 |

## 자매 도시
| 지역 & 국가 | 도시                                |
| ----------- | ----------------------------------- |
| 대한민국    | 인천광역시                          |
| 대한민국    | 충청남도 보령시                     |
| 대한민국    | 강원특별자치도 철원군(우호교류도시) |
| 베트남      | 하이퐁                              |

## 대중 문화
- 젊은이의 양지: 사북을 배경으로 하는 텔레비전 드라마.
- 엽기적인 그녀: 신동읍 방제리에 위치한 소나무 밑에 주인공 연인들의 타임캡슐을 묻는 장면이 나옴. 이후 정선군에서 타임캡슐 공원을 조성함.

## 같이 보기
- 대한민국의 지리